# مرششت
شهر مرششت (به رومانیایی: Mărăşeşti) در شهرستان ورنچه در کشور رومانی واقع شده‌است. جمعیت این شهر ۱۳٬۰۷۰ نفر  است.